# Arnout Matthijs
Arnout Matthijs (10 april 1987) is een Belgische voormalige atleet, die gespecialiseerd was in de sprint. Hij werd vijfmaal Belgisch kampioen.

## Loopbaan
Matthijs nam in 2005 op de 200 m deel aan de Europese kampioenschappen U20. Hij werd achtste in de finale. Het jaar nadien nam hij deel aan de wereldkampioenschappen U20, waar hij werd uitgeschakeld in de halve finale.
In 2008 werd Matthijs voor het eerst Belgisch kampioen op de 200 m. Een rugblessure eind dat jaar hield hem geruime tijd buiten de strijd. Hij probeerde het enkele jaren op de 400 m om zo via de estafetteploeg deelname aan internationale kampioenschappen af te dwingen. Omdat succes uitbleef, keerde hij terug naar de 200 m. Tussen 2014 en 2016 haalde hij drie opeenvolgende Belgische titels op deze afstand.
Indoor werd Matthijs in 2016 Belgisch kampioen op de 60 m. Door een aanhoudende blessure stopte hij in 2019 met atletiek.
Matthijs is aangesloten bij Atletiek Volharding.

## Belgische kampioenschappen
Outdoor
| Onderdeel | Jaar                   |
| --------- | ---------------------- |
| 200 m     | 2008, 2014, 2015, 2016 |

Indoor
| Onderdeel | Jaar |
| --------- | ---- |
| 60 m      | 2016 |

## Persoonlijke records
Outdoor
| Onderdeel | Prestatie | Datum           | Plaats   |
| --------- | --------- | --------------- | -------- |
| 100 m     | 10,58 s   | 28 juni 2007    | Oordegem |
| 200 m     | 20,87 s   | 1 augustus 2015 | Ninove   |
| 400 m     | 46,83 s   | 3 augustus 2013 | Gent     |

Indoor
| Onderdeel | Prestatie | Datum            | Plaats |
| --------- | --------- | ---------------- | ------ |
| 60 m      | 6,82 s    | 20 februari 2016 | Gent   |

## Palmares

### 60 m
- 2016:  BK indoor AC - 6,82 s

### 100 m
- 2017:  BK AC - 10,67 s

### 200 m
- 2005: 8e. EK U20 in Kaunas - 21,76 s
- 2006: 4e ½ fin. WK U20 in Peking - 21,47 s
- 2007:  BK AC - 20,98 s
- 2008:  BK AC - 21,35 s
- 2014:  BK AC - 21,23 s
- 2015:  BK AC - 21,05 s
- 2016:  BK AC - 21,24 s
- 2018:  BK AC - 21,15 s